# 弗朗西斯科哈維爾普爾加市

弗朗西斯科哈維爾普爾加市（西班牙語：Municipio Francisco Javier Pulgar），是委內瑞拉的一個市，位於該國西北部蘇利亞州，首府設於新普韋布洛-埃爾奇沃，始建於1995年，面積800平方公里，海拔高度120米，2013年人口51,061，人口密度每平方公里55人。